# Engelgau
Engelgau är en ort i kommunen Nettersheim i Kreis Euskirchen i Nordrhein-Westfalen, Tyskland. I orten bor det runt 600 personer. Väster om Engelgau så passerar motorvägen A1. 